# Gare de Tomamu
La gare de Tomamu (トマム駅, Tomamu Eki) est une gare ferroviaire dans le village de Shimukappu au Japon. Elle est exploitée par la JR Hokkaido.

## Situation ferroviaire
La gare de Tomamu est située au point kilométrique (PK) 98,6 de la ligne Sekishō.

## Historique
La gare de Tomamu a été inaugurée le 1er octobre 1981 sous le nom de gare de Sekishō-Kōgen (石勝高原駅, Sekishō-Kōgen Eki). Elle reçoit son nom actuel en 1987.

## Service de voyageurs

### Desserte
- Ligne Sekishō :
  - voie 1 : direction Minami-Chitose et Sapporo
  - voie 2 : direction Obihiro et Kushiro